# Дорогобузький район
Дорогобузький район (рос. Дорогобужский район) — адміністративна одиниця Смоленської області Російської Федерації.
Адміністративний центр — Дорогобуж.

## Географія
Межує з Вяземським, Глінківським, Єльнінським, Кардимовським, Сафоновським, Угранським і Ярцевським районами.
Площа району — 1772 км².

## Історія
Дорогобузький район утворено 1 жовтня 1929 року у складі Західної області. З 27 вересня 1937 року — у складі Смоленської області. В 1963 район було скасовано, в 1965 — відновлено.

## Адміністративний поділ
До складу району входять 2 міських та 12 сільських поселень:
| Муніципальне утворення              | Чисельність населення, ос. | Площа, км² | Адміністративний центр  |
| ----------------------------------- | -------------------------- | ---------- | ----------------------- |
| Дорогобузьке міське поселення       | 11,7 тис.                  | 13,84      | місто Дорогобуж         |
| Верхньодніпровське міське поселення | 14,0 тис.                  | 11,52      | смт Верхньодніпровський |
| Алексінське сільське поселення      | 0,78 тис.                  | 176,87     | село Алексіно           |
| Балакіревське сільське поселення    | 0,25 тис.                  | 123,77     | село Биково             |
| Васінське сільське поселення        | 0,38 тис.                  | 9,44       | деревня Васіно          |
| Княщинське сільське поселення       | 0,50 тис.                  | 170,73     | село Княщина            |
| Кузінське сільське поселення        | 0,35 тис.                  | 93,75      | село Кузіно             |
| Михайловське сільське поселення     | 0,87 тис.                  | 72,75      | село Ново-Михайловське  |
| Озерищенське сільське поселення     | 0,66 тис.                  | 155,85     | село Озерище            |
| Полібінське сільське поселення      | 0,29 тис.                  | 98,7       | село Полібіно           |
| Слойковське сільське поселення      | 0,39 тис.                  | 92,02      | село Слойково           |
| Усвятське сільське поселення        | 0,50 тис.                  | 122,32     | село Усвятьє            |
| Ушаковське сільське поселення       | 0,51 тис.                  | 250,18     | село Ушаково            |
| Фрунзенське сільське поселення      | 0,93 тис.                  | 184,61     | село Садова             |